# Saelices de Mayorga
Saelices de Mayorga è un comune spagnolo di 192 abitanti della Provincia di Valladolid situato nella comunità autonoma di Castiglia e León.